# Campionati del mondo di ciclismo su strada 2002 - Gara in linea maschile Junior
La gara in linea maschile Junior dei Campionati del mondo di ciclismo su strada 2002 si svolse il 12 ottobre 2002 con arrivo a Heusden-Zolder, in Belgio, su un circuito da ripetere 10 volte, per un percorso totale di 128,0 km. Il francese Arnaud Gerard vinse la gara con il tempo di 2h50'17" alla media di 45,101 km/h; l'argento andò al finlandese Jukka Vastaranta e il bronzo all'australiano Nicolas Sanderson.
Presenti alla partenza 164 ciclisti, dei quali 142 completarono la gara.

## Squadre partecipanti
| N.    | Cod. | Squadra         |
| ----- | ---- | --------------- |
| 1-5   | UKR  | Ucraina         |
| 6-10  | NED  | Paesi Bassi     |
| 11-15 | BEL  | Belgio          |
| 16-20 | FRA  | Francia         |
| 21-23 | SWE  | Svezia          |
| 24-28 | ITA  | Italia          |
| 29-31 | FIN  | Finlandia       |
| 32-36 | DEU  | Germania        |
| 37-41 | POL  | Polonia         |
| 42-46 | IRL  | Irlanda         |
| 47-51 | CZE  | Repubblica Ceca |
| 52-56 | RUS  | Russia          |
| 57-61 | CAN  | Canada          |
| 62-66 | AUT  | Austria         |
| 67-70 | CRO  | Croazia         |
| 71-73 | RSA  | Sud Africa      |
| 74-78 | SVK  | Slovacchia      |
| 79-81 | LTU  | Lituania        |
| 82-84 | NOR  | Norvegia        |
| 85-88 | USA  | Stati Uniti     |
| 89-93 | SUI  | Svizzera        |
| 94-98 | ESP  | Spagna          |

| N.      | Cod. | Squadra        |
| ------- | ---- | -------------- |
| 99-103  | SVN  | Slovenia       |
| 104-106 | BLR  | Bulgaria       |
| 107     | VEN  | Venezuela      |
| 108     | KSA  | Arabia Saudita |
| 109-110 | HKG  | Hong Kong      |
| 111-115 | PRT  | Portogallo     |
| 116-119 | EST  | Estonia        |
| 120-121 | GRE  | Grecia         |
| 122     | ISR  | Israele        |
| 123     | TUN  | Tunisia        |
| 124-125 | COL  | Colombia       |
| 126-128 | LAT  | Lettonia       |
| 129-131 | JPN  | Giappone       |
| 132-135 | BLR  | Bielorussia    |
| 136     | YUG  | Yugoslavia     |
| 137-140 | DEN  | Danimarca      |
| 141-144 | KAZ  | Kazakhistan    |
| 145-149 | AUS  | Australia      |
| 150-151 | MEX  | Messico        |
| 152-155 | GBR  | Gran Bretagna  |
| 156-159 | LUX  | Lussemburgo    |
| 160-164 | MDA  | Moldavia       |

## Ordine d'arrivo (Top 10)
| Pos. | Corridore          | Squadra     | Tempo    |
| ---- | ------------------ | ----------- | -------- |
| 1    | Arnaud Gerard      | Francia     | 2h50'17" |
| 2    | Jukka Vastaranta   | Finlandia   | s.t.     |
| 3    | Nicolas Sanderson  | Australia   | s.t.     |
| 4    | Tom Veelers        | Paesi Bassi | s.t.     |
| 5    | Matej Jurčo        | Slovacchia  | s.t.     |
| 6    | Joost van Leijen   | Paesi Bassi | s.t.     |
| 7    | James Meadley      | Australia   | a 5"     |
| 8    | Mauro Santambrogio | Italia      | a 9"     |
| 9    | Emanuele Rizza     | Italia      | s.t.     |
| 10   | Samuele Marzoli    | Italia      | s.t.     |